# تبليغ (إسلام)
التبليغ لغةً بمعنى الإيصال، والاسم منه البلوغ، إذ يُقال: بلغ الصبي أي وصل إلى سنّ الرشد. والبلوغ، والإبلاغ،
والتبليغ بمعنى الانتهاء، والوصول، والإيصال، والتوصيل إلى غاية مقصودة أو حدٍّ مراد، سواء كان هذا الحدُّ أو تلك الغاية مكاناً أو زماناً أو أمراً من الأمور المقدّرة معنويّاً. ومن هذا المعنى أُخذ معنى المبالغة في البيان الّتي هي الوصول باللفظ إلى أبعد من الحدّ للمعنى الواقعيّ. عملية التبليغ الإسلامي مهمة إسلامية كبرى، أقام عليها الإسلام بناء كيانه وذاته في حياة الإنسان.

## مقدمة
ويُمكن أن نستوحي من المعنى اللغوي والاستعمال القرآني أنّ التبليغ في الإسلام هو عرض وإيصال التعاليم والإرشادات السماويّة الإسلاميّة إلى الناس،
قال الله تعالى: ﴿يَا أَيُّهَا الرَّسُولُ بَلِّغْ مَا أُنزِلَ إِلَيْكَ مِن رَّبِّكَ وَإِن لَّمْ تَفْعَلْ فَمَا بَلَّغْتَ رِسَالَتَهُ وَاللّهُ يَعْصِمُكَ مِنَ النَّاسِ﴾.
نجد الكثير من الآيات والروايات الّتي تتحدّث عن مكانة التبليغ والدعوة وأهمّيتهما في حياة الأمم والشعوب على طول التاريخ، وذلك نظراً لارتباطهما بمختلف مفاصل المجتمع البشريّ ومستوياته ومتطلّباته الأخروية والدنيوية، وكونهما يُمثّلان الواسطة المباشرة بين السماء والأرض، والوسيلة الّتي اختارها الله تعالى لهداية خلقه وتعليمهم وتزكيتهم. وما الحديث المفصّل الّذي ورد في الدعوة والتبليغ والإرشاد والهداية والأمر بالمعروف ونحوها في موارد عدّة في الكتاب والسنّة إلا خير دليل على الحرص الإلهيّ على إيصال الشرائع السماوية، ولا سيّما الشريعة الإسلاميّة، وتعليم أحكامها للناس، وهو ما نطلق عليه «عملية التبليغ والدعوة إلى الله تعالى».
وعليه فإنّ اطلاع الناس على الأحكام الإسلاميّة والمعارف الإلهية وتبشير المؤمنين بالجنّة والنعيم الإلهيّ وإنذار المخالفين بالعذاب وتحذيرهم من مغبّة الانحراف وراء الشهوات وملذّات الدنيا ونسيان الآخرة هو المقصود من التبليغ الإسلاميّ.التبليغ هو الهدف من وجود كل نبي فلولا مهمة التبليغ لكان إرسال الأنبياء عبثا دون معنى.وإرسال الأنبياء مظهر من مظاهر صفة الرحمانية والرحيمية، فهم للبشرية كالشمس هداية ونفعا، وأكثر ما تجلت هاتان الصفتان في رسولنا محمد ﷺ
قوله تعالى في سورة الأنبياء: ﴿وَمَا أَرْسَلْنَاكَ إِلَّا رَحْمَةً لِلْعَالَمِينَ ۝١٠٧﴾
فلو لم يأت ويجدد دعوة الأنبياء السابقين لما تجلت علينا رحمة الله سبحانه وتعالى ولبقينا تائهين حيارى في صحراء الجهل والكفر والضلالة الموحشة.

## مصطلحات قرانية تدل على التبليغ
ما ورد في القرآن الكريم من لفظ «بلغ» ومشتقاته يعود في أصله لهذا المعنى.
نحو قوله تعالى: ﴿وَلاَ تَحْلِقُواْ رُؤُوسَكُمْ حَتَّى يَبْلُغَ الْهَدْيُ مَحِلَّهُ﴾. أي حتّى يصل الهدي المكان المخصَّص له، والغاية أو الهدف هنا مكانيّ.
ونحو قوله تعالى: ﴿حَتَّى إِذَا بَلَغَ أَشُدَّهُ وَبَلَغَ أَرْبَعِينَ سَنَةً قَالَ رَبِّ أَوْزِعْنِي أَنْ أَشْكُرَ نِعْمَتَكَ﴾.
حتّى إذا وصل إلى الزمن الّذي يكون فيه متكاملاً عقلاً وجسداً، وهو الزمن الّذي يكون فيه قد مضى من عمره أربعون سنة. والغاية كما هو واضح زمانيّة.
ونحو قوله تعالى: ﴿قَالَ إِن سَأَلْتُكَ عَن شَيْءٍ بَعْدَهَا فَلَا تُصَاحِبْنِي قَدْ بَلَغْتَ مِن لَّدُنِّي عُذْرًا﴾، أي إنّني قد وصلت إلى الحدّ الّذي لا يُقبل عنده عذري. وهو أمر معنويّ.
ومن ثمّ فإنّ معنى التبليغ المراد بيانه هو إيصال شيء إلى شيء آخر، وغالباً ما يُستعمل معنى التبليغ في الأمور المعنويّة ويقلّ في الأمور المحسوسة نحو قولنا: أبلَغت أو بلّغت زيداً رسالة، أو فلاناً إنذاراً.
قال تبارك وتعالى: ﴿أُبَلِّغُكُمْ رِسَالاَتِ رَبِّي وَأَنصَحُ لَكُمْ﴾، بمعنى أنّني مكلّف بأنْ أوصل لكم رسالات الله وهي تعاليمه وإرشاداته.
وقد استخدم القرآن الكريم مصطلحات مختلفة إلّا أنّها جميعاً تصبّ في معنى واحد من قبيل:
الدعوة، مثل قوله تعالى في سورة نوح: ﴿قَالَ رَبِّ إِنِّي دَعَوْتُ قَوْمِي لَيْلًا وَنَهَارًا ۝٥﴾ [نوح:5].
الإرشاد، مثل قوله تعالى في سورة الجن: ﴿يَهْدِي إِلَى الرُّشْدِ فَآمَنَّا بِهِ وَلَنْ نُشْرِكَ بِرَبِّنَا أَحَدًا ۝٢﴾ [الجن:2].
التبليغ، مثل قوله تعالى في سورة الأحزاب: ﴿الَّذِينَ يُبَلِّغُونَ رِسَالَاتِ اللَّهِ وَيَخْشَوْنَهُ وَلَا يَخْشَوْنَ أَحَدًا إِلَّا اللَّهَ وَكَفَى بِاللَّهِ حَسِيبًا ۝٣٩﴾ [الأحزاب:39].
التبشير، مثل قوله تعالى في سورة الفرقان: ﴿وَمَا أَرْسَلْنَاكَ إِلَّا مُبَشِّرًا وَنَذِيرًا ۝٥٦﴾ [الفرقان:56].
فالتبليغ في الإسلام هو التبليغ القرآنيّ، أي إيصال الحقيقة إلى أذهان الناس، وإخراجهم من ظلمات الجهل، فنحن لدينا حقيقة وضّاءة اسمها التوحيد والإسلام، وقد حجبتها سحب الجهل والعداء، والتبليغ يعني إيصال تلك الحقيقة إلى أذهان الناس وعقولهم.
ويُمكن القول أيضاً: إنّ التبليغ هو تعليم الناس أحكام الدِّين الإسلاميّ والمعارف الإلهيّة، وتبشير الناس بالجنان ونِعَم الله سبحانه وترغيبهم بالعمل للحصول على رضا الله تعالى، وتحذيرهم من مخالفة أوامر الخالق جلّ وعلا، ودعوتهم إلى الاعتقاد بأصول الدِّين، والعمل بالفروع.

## حكم التبليغ
نجد أن الوجوب كما هو ظاهر في جميع الآيات التي تتحدث عن التبليغ مخصوصة بالرسل صلوات الله عليهم أجمعين وليست متعدية إلى غيرهم، وذلك على خلاف ما جاء في وجوب الدعوة صحيح! إن ذلك لا يعني وقف التبليغ على الرسل فقط. لأن مرحلة التبليغ الديني خاصة الإسلامي منه يكون على مرحلتين المرحلة الأولى هي مرحلة إبلاغه من الله سبحانه وتعالى إلى الناس، وأستطيع أن أعبر عنه بمرحلة التلقّي، وهذه المرحلة لا شك في أنها مقصورة على الرسل الذين يتلقون من الله تعاليمه ثم يبلغونها لمن حولهم من الناس ثم تأتي المرحلة الثانية للتبليغ وهي مرحلة الانتشار، وهذه المرحلة – مرحلة الانتشار – من وظائف أتباع الرسل الذين آمنوا بتعاليمهم، وفي الأمة الإسلامية المكلف بها العلماء باعتبار أنهم ورثته في من تعاليمه ودينه.
فإن من أهم وظائف نشر التعاليم الإسلامية ونشرها بين الناس وهذا هو معنى التبليغ وحكمه الوجوب على العلماء القادرين على ذلك.
ومن هنا يكون حكم التبليغ كحكم الدعوة واجب كفائي. إلا أن حكم التبليغ واجب على كل عالم وإن لم يكن واجب على كل فرد من أفراد الأمة.

## ألاسس التي قام عليها تبليغ الأنبياء
ثلاثة أسس قام عليها تبليغ الأنبياء:

### الأول
النظرة الشمولية، فهم يتناولون الإنسان من جميع جوانبه فهم يخاطبون في الإنسان العقل والمنطق والقلب والشعور لتكون هذه النوافذ البشرية كلها في أنوار الوحي الرباني، فالعقل والمنطق والعواطف تمضي جنبا إلى جنب في دعوة النبي ﷺ لا يستغل جانبا منها على حساب الآخر، والقرآن الكريم يحدد ملامح سبيل الأنبياء في قوله تعالى في:
سورة يوسف ﴿قُلْ هَذِهِ سَبِيلِي أَدْعُو إِلَى اللَّهِ عَلَى بَصِيرَةٍ أَنَا وَمَنِ اتَّبَعَنِي وَسُبْحَانَ اللَّهِ وَمَا أَنَا مِنَ الْمُشْرِكِينَ ۝١٠٨﴾ [يوسف:108].

### الثاني
من أسس التبليغ لدى الأنبياء هو: عدم انتظار الأجر من الناس بل من الله تعالى الذي أرسلهم دعاة هداة فالتبليغ وظيفة الأنبياء ومهمتهم، وشعارهم: ﴿إن أجري إلا على الله﴾.

### الثالث
للتبليغ لدى الأنبياء ترك النتائج لله، فوظيفة النبي التبليغ وأما هداية الناس واستجابتهم فهي لله تعالى
ويشير الأستاذ فتح الله كولن إلى حال بعض الأنبياء الذين لم يؤمن معهم أحد مع أنهم بذلوا كل ما في وسعهم من جهد في التبليغ ومع ذلك لم تفتر همتهم ولم تضعف عزيمتهم حتى آخر لحظة.

## صور التبليغ
إنّ مِن أدوار المدرسة هو أن تعلِّم التلميذ المعرفة، لكن عليها أن تفتح شهيّته لطلب المزيد منها، فالتبليغ هو متطلَّبٌ تفرضه الحاجة المتزايدة إلى إيصال تلك المعارف إلى أذهان التلاميذ لأنه لا ينبغي أبدًا أن يفوت عقول المعلّمين أنّ المعرفة تَتطوّر مع تطوُّر حاجات التّبليغ داخِلَ الجماعة الّتي تسعى للعلم. وطبيعيٌّ أن يَرتبِطَ تطوُّر هذه الحاجات بِعلاقة مُباشِرة مع تَطوُّر الجماعة على صعيد الفِكر والمُجتمع. ويَبدو هذا الأمر جليًّا في تَطوُّر التكنلوجيا، والتّقسيم المُتنامي لِلعملِ يَجلِبُ بِدوره أيضًا وسائل جديدةً تُوازي الوظائفَ المُستجدّة والتِّقنيّات المُستحدثة.
التبليغ قضيّة هامّة، اليوم إنّها تقع على رأس كلّ الأمور، لأنّ العالم اليوم يتكئ على مسند التبليغ والإعلام.

## التبليغ في الصلاة
هو جهر أحد المأمومين بصوته إذا كان الامام في صلاة الجماعة صوته ضعيفا حتى يتثنى لهم متابعة حركات الصلاة. يجب على الإمام أن يجهر بصوته ليسمع الجماعة التي يصلي بها فإن زادت الجماعة ولم يستطع أن يسمعها فعندئذ يكون التبليغ مستحباً ؛ لأن التبليغ في الصلاة عند عدم الحاجة مكروه، وأما عند الاحتياج فمستحب، وعلى من يبلغ خلف الإمام أن يقتصر على الصوت الذي يتحقق به أن يسمع من خلفه لا أن يزيد على ذلك.
وفي فتاوى الشيخ الإمام محمد عبده صرح العلماء بأن التبليغ عند عدم الحاجة مكروه، بل نقل بعضهم اتفاق الأئمة الأربعة على أن التبليغ حينئذ بدعة منكرة أي: مكروهة.
وأما عند الاحتياج إليه فمستحب، وصرحوا بأن المبلغ يكره له الزيادة في الإعلام على قدر الحاجة.
وقد سئل الشيخ عبد العزيز بن باز عن سؤال مماثل فأجاب فضيلته قائلاً:
إذا كان الجماعة يسمعون صوت الإمام، ولا يخفى عليهم فلا حاجة إلى التبليغ، أما إذا كان قد يخفى على بعضهم كالصفوف المؤخرة فإنه يستحب التبليغ. وقد صلى النبي ﷺ ذات يوم في مرضه وكان صوته ضعيفا فكان الصديق  يبلغ عنه عليه الصلاة والسلام، فهذا لا بأس به. فإذا احتيج إلى التبليغ لسعة المسجد وكثرة الجماعة أو لضعف صوت الإمام لمرض أو غيره فإنه يقوم بعض الجماعة بالتبليغ، أما إذا كان الصوت واضحا للجميع ولا يخفى على أحد في الأطراف، بل علم أن الجميع يسمعه فليس هناك حاجة للتبليغ، ولا يشرع.

## وصلات خارجية
- الفتاوى الإسلامية.
- دليل المواقع الإسلامية المتكامل.
- الشبكة الإسلامية.
- موقع الإسلام موقع متعدد اللغات.